# Camille Aoustin
Camille Aoustin (Cherbourg-Octeville, 1990. február 13. –) francia kézilabdázó, az ESBF Besançon balszélsője.

## Pályafutása

### Klubcsapatokban
Fiatal korában kipróbálta a labdarúgást is, kézilabdázni 15 éves korában kezdett, ekkor került a Caen ifjúsági akadémiájához. 2008-ban lett a Le Havre játékosa. 2009-ben Ligakupa-döntős volt a csapattal, 2010-ben a francia nemzeti kézilabda-bajnokság 1. osztályának a legjobbjának választották a posztján. 2010 és 2011 között a másodosztályú Octeville-sur-Mer csapatában játszott, majd három évet eltöltött a Chambray együttesénél is. 2014-ben a másodosztály legjobb balszélsőjének választották.
A 2014-2015-es szezont megelőzően a Nantes játékosa lett. A klub színeiben mutatkozott be a francia élvonalban és teljesítményével több klub figyelmét felkeltette. Ezt követően leigazolta a Metz Handball, amellyel első szezonjában francia bajnok lett. A 2016-2017-es szezonban bajnoki címet és kupagyőzelmet ünnepelhetett, a Bajnokok Ligája negyeddöntőjébe jutott a csapattal. 
2017 nyarán szerződött a magyar élvonalban szereplő Siófokhoz, amelynek hamar meghatározó játékosa lett. 2019-ben EHF-kupát nyert a csapattal, a dán Team Esbjerg elleni döntős párharc második mérkőzésén csapata egyik legjobbjaként öt gólt szerzett. Összesen négy éven át kézilabdázott a csapatban, 2021 nyarán visszatért hazájába és az ESBF Besançon játékosa lett.

## Sikerei, díjai
Metz Handball
- Francia bajnok: 2015-2016, 2016-2017
- Francia Kupa-győztes: 2016-2017

Siófok KC
- EHF-kupa-győztes: 2018-2019